# Jeresa
Jeresa (en valenciano Xeresa) es un municipio de la Comunidad Valenciana, España. Perteneciente a la provincia de Valencia, en la comarca de Safor. Su población es de 2341 habitantes (INE 2024).

## Geografía

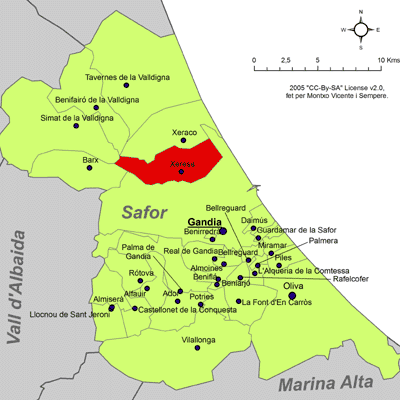
Localización en la comarca de Safor

Situado en la parte septentrional de la Safor. La superficie del término es en su mayor parte montañosa, con predominio de las rocas calcáreas y pliegues de orientación este-oeste. El pueblo está edificado en terreno llano, rodeado de montes que forman un arco. Al oeste del término se encuentra el macizo del Mondúver el cual muchos dicen que es de Jaraco o de Barx pero en cambio pertenece a Jeresa (841 m).
El clima es clima mediterráneo, con inviernos suaves y veranos calurosos.
Desde Valencia se accede a esta localidad, por carretera, a través de la N-332. Cuenta, además, con una salida de autopista AP-7.

### Localidades limítrofes
El término municipal limita con las siguientes localidades:
Bárig, Benifairó de la Valldigna, Gandía, Jaraco,Tabernes de Valldigna y Simat de Valldigna, todas ellas de la provincia de Valencia.

## Historia
Perteneció a Gandía, separándose en 1536 para erigirse en rectoría de moriscos, y posteriormente se le anexionó Jaraco. Probablemente, el territorio estuvo habitado desde la época romana, y en tiempos de la conquista cristiana era una alquería árabe cuyas casas y tierras repartió el rey Jaime I donándola a Jaime Palau, pasando después a la familia Almunia, hasta que fue comprado por el Ducado de Gandía en 1487. Con la expulsión de los moriscos quedó deshabitada y su economía arruinada.

## Demografía
Jeresa cuenta con una población de 2341 habitantes (INE 2024).
| Gráfica de evolución demográfica de Xeresa entre 1842 y 2021                                                        |
| |
| Población de derecho según los censos de población del INE Población de hecho según los censos de población del INE |

## Economía
El cultivo de regadío está dedicado al naranjo y el de secano a olivos y algarrobos. Por su parte, la ganadería no reviste ninguna importancia, mientras que la industria se reduce a almacenamiento y exportación de naranjas.

## Administración y política
| Periodo   | Nombre                                                                                        | Partido   |
| --------- | --------------------------------------------------------------------------------------------- | --------- |
| 1979-1983 | Josep Peiró Chulià                                                                            | PSPV-PSOE |
| 1983-1987 | Josep Peiró Chulià                                                                            | PSPV-PSOE |
| 1987-1991 | Antoni Vicent Moscardó Mascarell                                                              | PSPV-PSOE |
| 1991-1995 | Antoni Vicent Moscardó Mascarell                                                              | PSPV-PSOE |
| 1995-1999 | Cipriano Fluixà Castelló                                                                      | UV        |
| 1999-2003 | Cipriano Fluixà Castelló                                                                      | UV        |
| 2003-2007 | Cipriano Fluixà Castelló (2003-2005) José Ferragud Bou (2005-2006) Rosa Maria Cardona Aparisi | PP        |
| 2007-2011 | Tomàs Ferrandis Moscardó                                                                      | BLOC      |
| 2011-2015 | Tomàs Ferrandis Moscardó                                                                      | Compromís |
| 2015-2019 | Tomàs Ferrandis Moscardó                                                                      | Compromís |
| 2019-2023 | Ana Isabel Peiró Canet                                                                        | Compromís |
| 2023-act. | Ana Isabel Peiró Canet                                                                        | Compromís |

## Patrimonio
- Iglesia parroquial. Tiene por titular a San Antonio de Padua y fue construida en el siglo XVII, siendo claustral y de estilo renacentista. Posee una torre de sección cuadrangular y altura conformada por tres cuerpos con un modelo de campanario específico de la Safor. Tiene un calvario con ermita dedicada a la Santísima Trinidad.
- Ermita de la Santísima Trinidad. Posiblemente de finales del siglo XIX o principios del siglo XX y según la historia construida con el esfuerzo de los vecinos del municipio. Está dedicada a la Santísima Trinidad y se encuentra situada en la calle del Ravalet.
- Fuente del Molino. Posiblemente sea la fuente más antigua y conocida de todas las que se encuentran cerca del municipio. Su construcción es del siglo XV y está enclavada delante del molino.
- Fuente de la Pila. Utilizada ya en la época musulmana, esta fuente se encuentra ubicada en el propio entramado urbanístico del municipio de Jeresa, en la calle Font de la Pila cruce con la calle Pintor Sorolla. Algunos elementos de esta fuente fueron elaborados con piedra calcárea por los picapedreros de la zona.
- Necrópolis Islámica Jeresa. Considerada la mayor necrópolis islámica de la comarca de la Safor. La necrópolis está ubicada en la antigua alquería de la Jeresa entre los siglos X y XIII. Los restos arqueológicos se hallaron en el polígono industrial de la Servana.
- Hornos de Cal. Antiguas construcciones de piedra y barro. Estos hornos solían estar cerca de la montaña donde abundaba la leña y la piedra calcárea. Los habitantes de Jeresa y la comarca los utilizaban para producir cal.
- El lavadero. El lavadero de Jeresa está situado en la calle del Ravalet a las afueras del pueblo. Actualmente es el más grande de los conservados hoy en día en la Safor. Fue construido en un terreno que regaló un vecino del municipio en 1908. El edificio se construyó sobre la misma acequia de la Fuente del Molino y así poder abastecerse de ella fácilmente.
- Parque de las Oliveras. Es uno de los parques más céntricos del municipio. En él, se pueden contemplar ejemplares milenarios de olivos.
- La Servana. Casa de los tiempos moros donde se descubrieron restos arqueológicos.
- Cementerio cristiano del siglo XVII junto a la iglesia de Jeresa.

### Patrimonio natural
- Marjal de los Borrones. El marjal de Borrones espacio con importante valor ecológico, se encuentra dentro de la Marjal de Jeresa. Cumple una función vital en la regulación de aguas superficiales y subterráneas y contribuye a la preservación de la diversidad biológica. Se considera una de las zonas húmedas litorales de agua dulce mejor conservada en la Comunidad Valenciana.
- Barranco de Jeresa o de Calafat. El barranco de Jeresa nace en el macizo de Mondúver. Atraviesa el casco urbano del municipio hasta alcanzar la marjal. Actualmente, se ha convertido en el centro neurálgico del municipio transformado en un paseo.
- Macizo de Mondúver. El macizo montañoso de Mondúver con 841 m de altura, se encuentra entre los términos municipales de Jeresa y Jaraco en la comarca de la Safor. La cima del Mondúver pertenece al término municipal de Jeresa. Se puede subir a su cumbre partiendo de La Drova por un camino asfaltado.

## Fiestas
- San Antonio Abad. Se celebra los días 16 y 17 de enero con la tradicional hoguera y la bendición de los animales.
- San Antonio de Padua. Se celebra en honor del Patrón de la población, el día 13 de junio.
- Fiestas del barrio Boltesar. Se celebran en honor de la Virgen del Carmen, los días 13, 14 y 15 de julio.
- Fiestas del Ravalet. Se suelen celebrar los días 12 y 13 de agosto y son en honor de la Santísima Trinidad.
- Fiestas patronales. Celebra sus fiestas patronales en la tercera semana de agosto a los santos San Isidro, San Rafael, la Virgen de los Dolores y San Antonio de Padua.